# Azur Air
 (octobre 2020).
 (novembre 2020).
Азур Эйр
Azur Air (en russe : Азур Эйр) est une compagnie aérienne charter russe, basée à l'aéroport Vnoukovo de Moscou Vnoukovo.

## Histoire

### Katekavia
La compagnie aérienne Katekavia commence ses opération en 1995 en réalisant des vols réguliers depuis l'aéroport international de Krasnoïarsk. Elle met en place également des vols charter vers la Sibérie et la Iakoutie. La compagnie se développe et atteint en 2009 les 100 000 passagers transportés. En 2010, elle souhaite acquérir un type d'avion plus grand et choisit le Tupolev Tu-134. En 2014, la flotte de la compagnie compte 3 Tupolev Tu-134.

### Rachat parAnex Tourism Groupet création d'Azur Air
En 2015, Katekavia devient une compagnie charter, change de nom pour Azur Air et cède sa flotte à la compagnie russe Turukhan Airlines après avoir été vendu par UTair à l'agence de tourisme turque Anex Tourism Group. La filiale ukrainienne d'UTair nommée jusqu'alors UTair-Ukraine change aussi de nom et devient Azur Air Ukraine quelques semaines plus tard.
En 2018, la compagnie fait face à une menace de suspension de licence opérationnelle après avoir été accusée de violations de règles de sécurité par l'autorité de l'aviation russe. L'agence de tourisme russe RosTourism suspend temporairement la vente de billet. Le 28 mars 2018, les suspensions sont levées après des contrôles techniques et de la documentation.

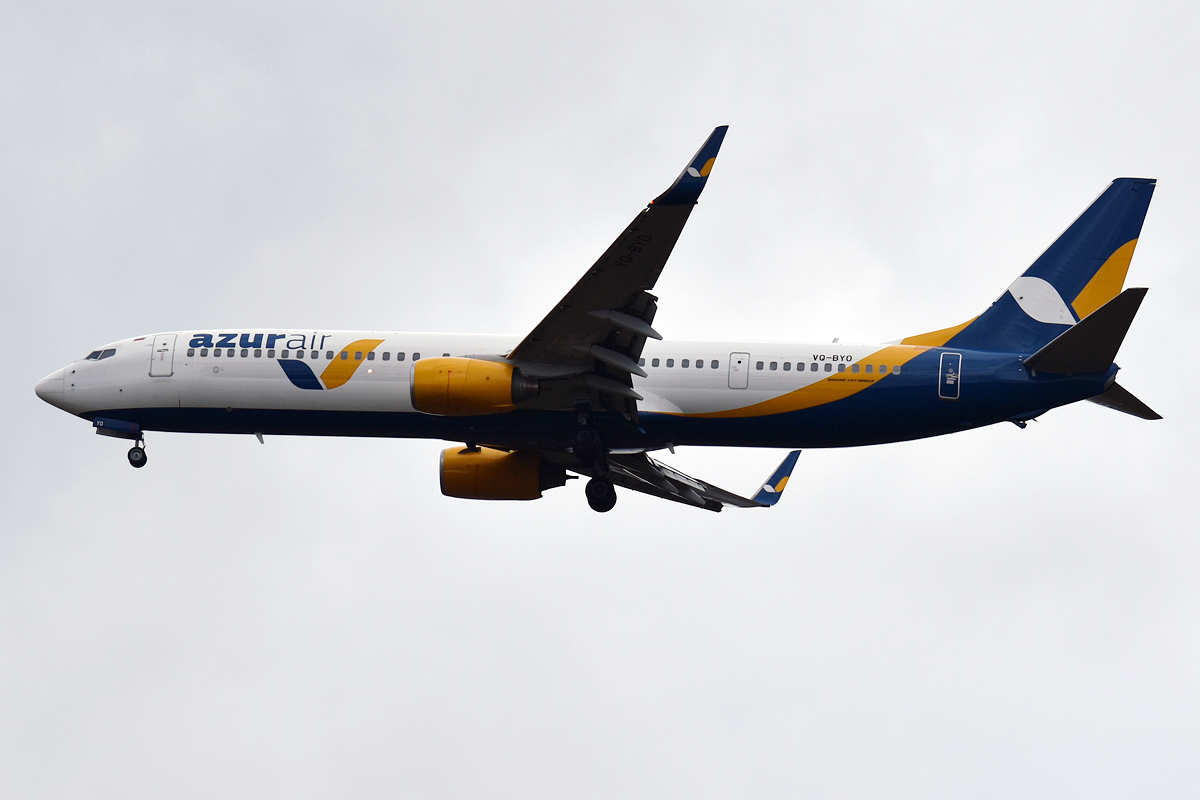
Azur Air, VQ-BYO, Boeing 737-9GP

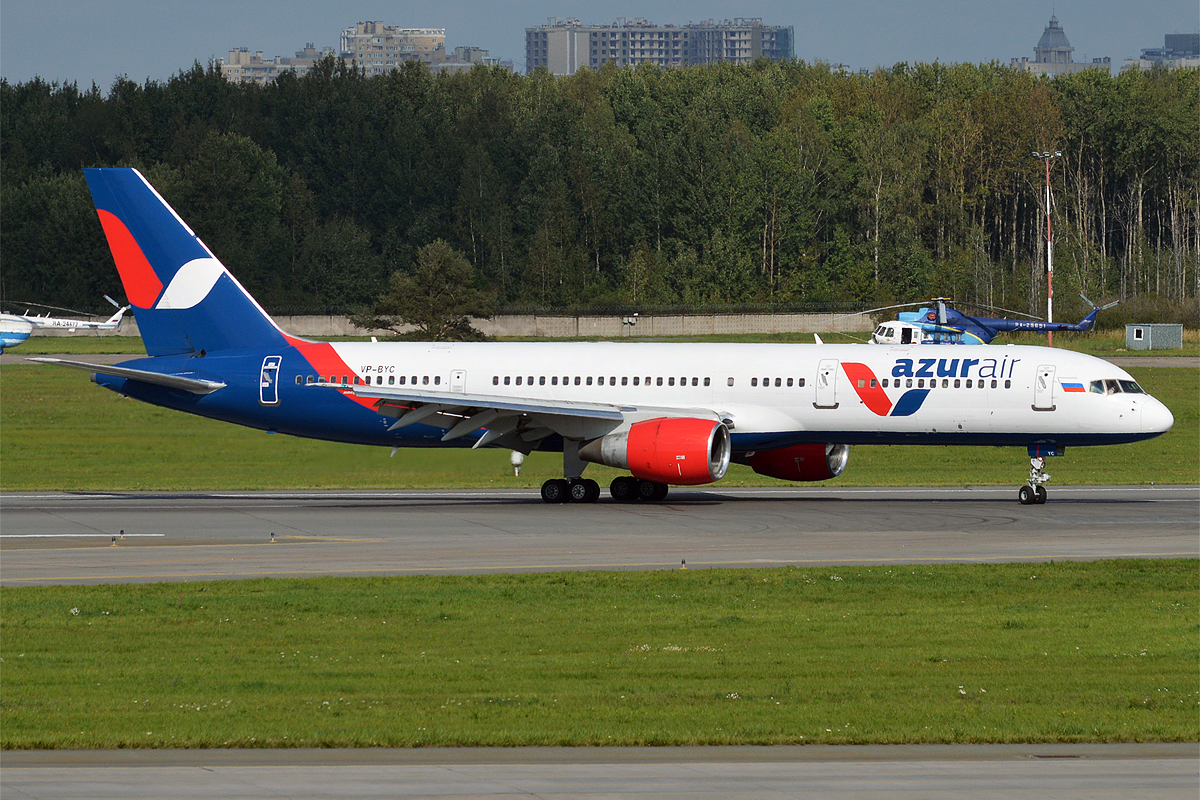
Azur Air, VP-BYC, Boeing 757-231

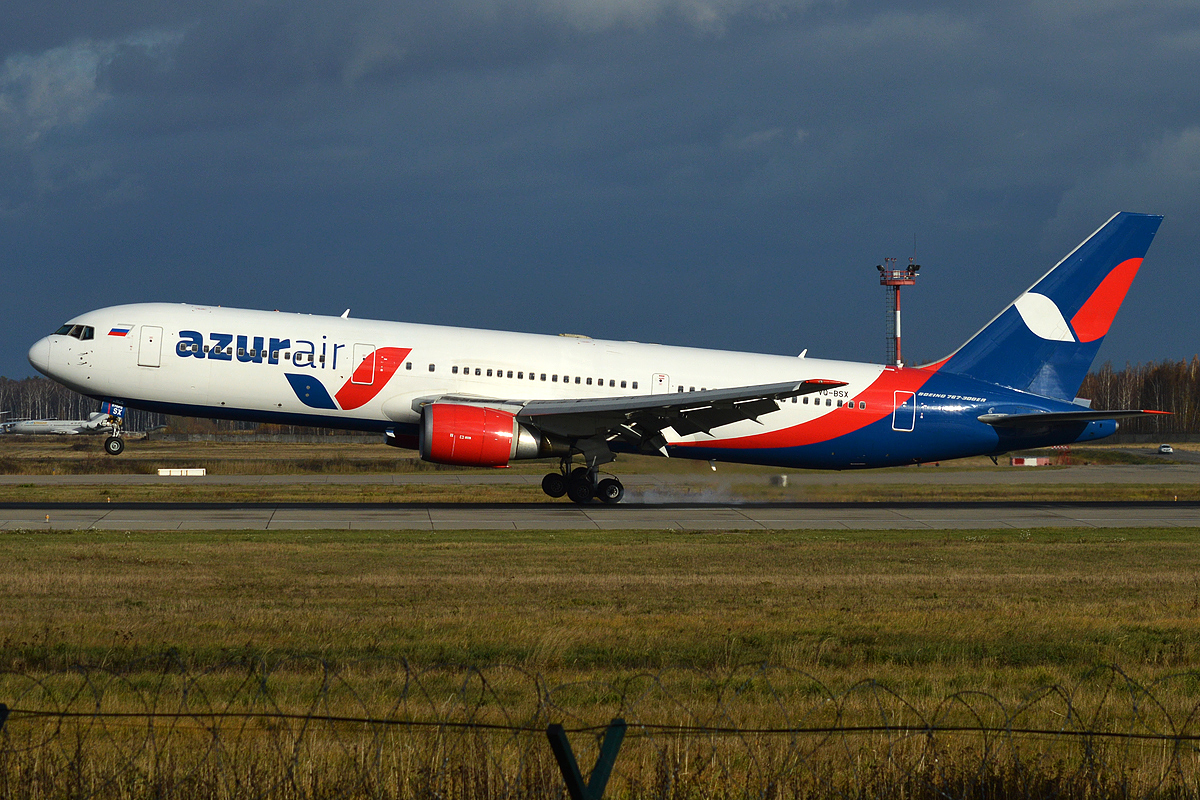
Azur Air, VQ-BSX, Boeing 767-306 ER

## Flotte

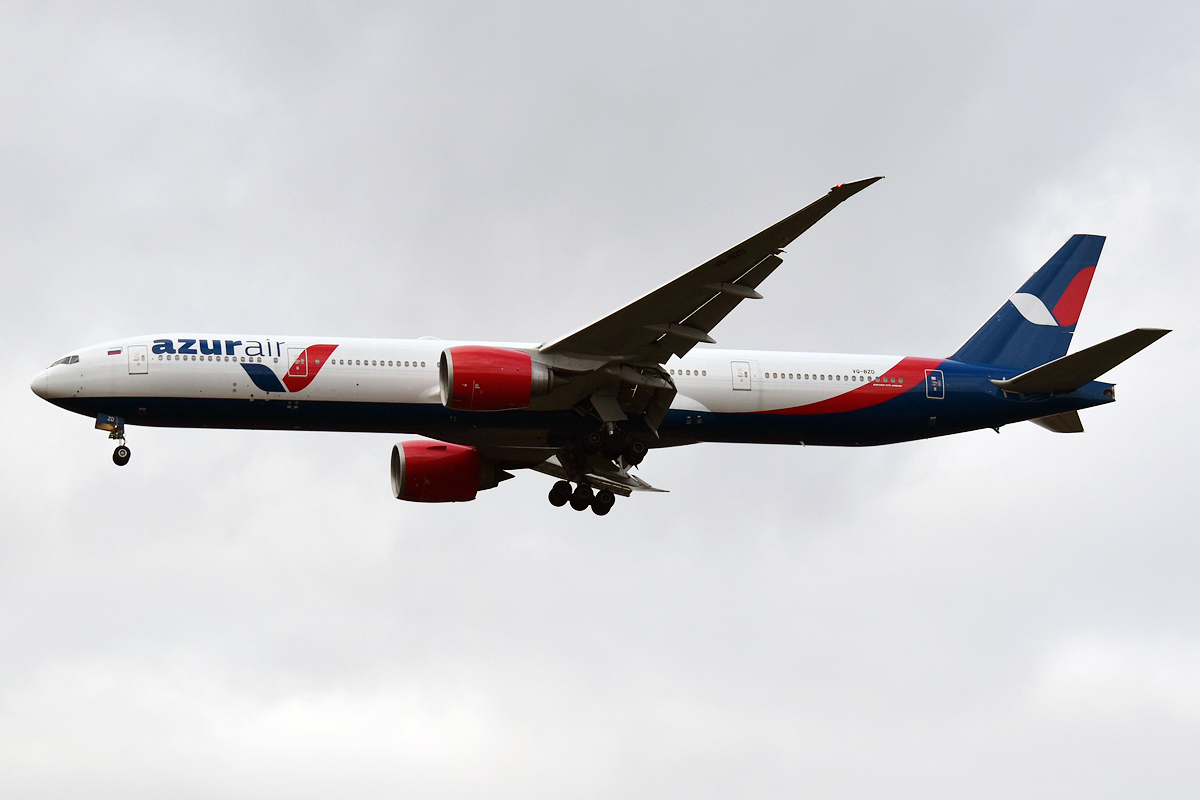
Azur Air, VQ-BZD, Boeing 777-31H ER

En octobre 2020, Azur Air possède les appareils suivants:
.

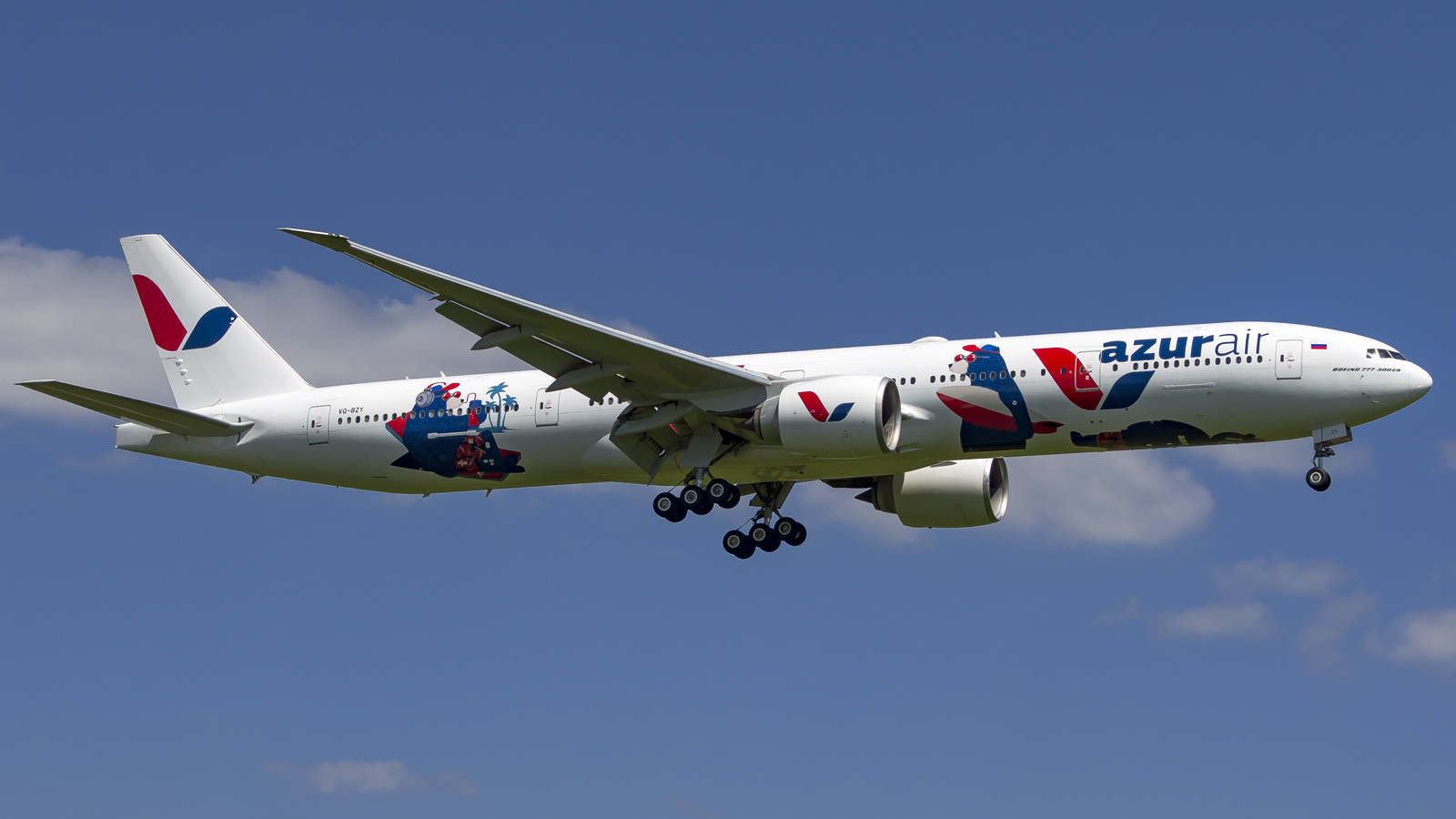
Boeing 777 avec la "Bears livery"
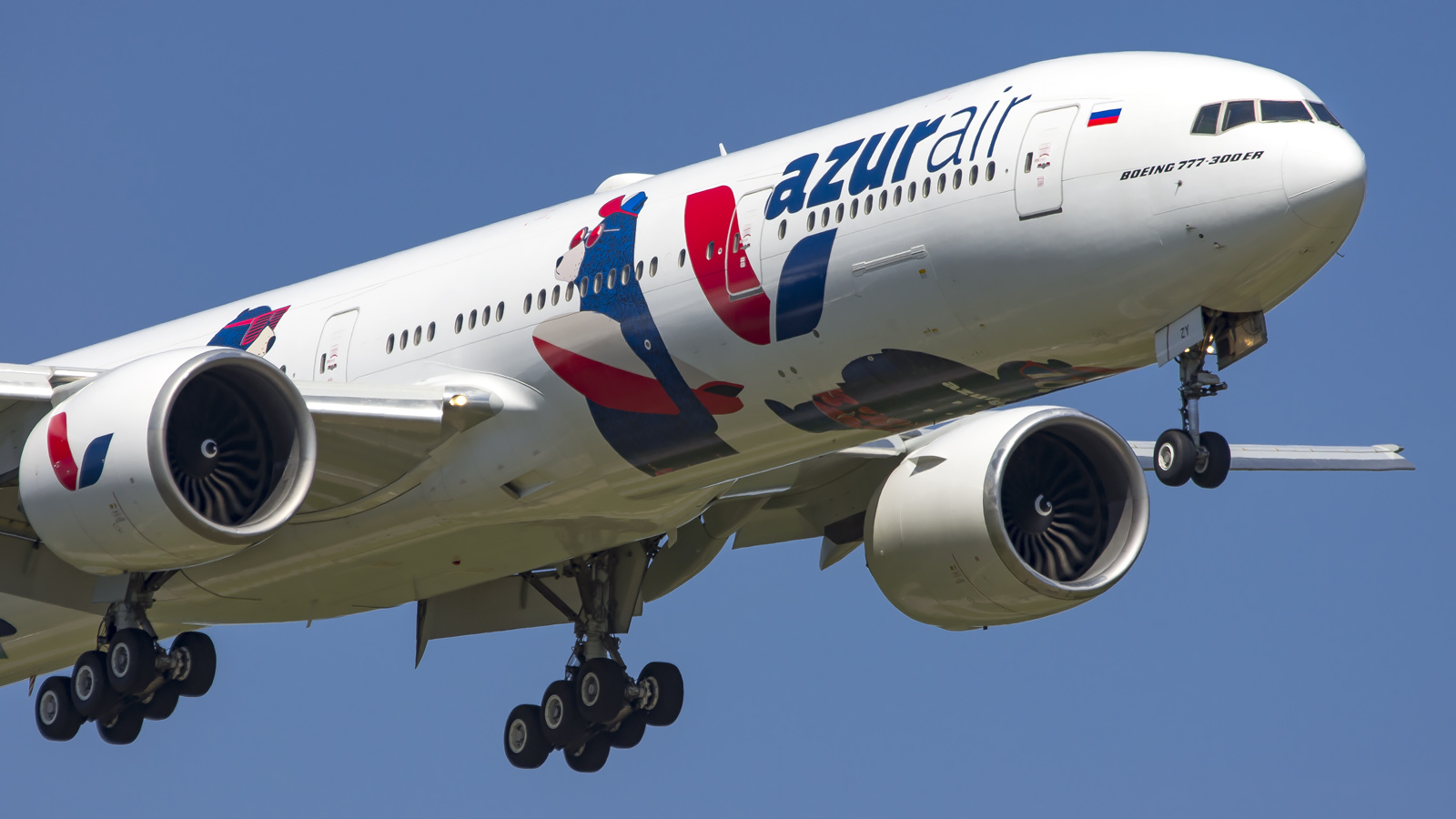
Bears livery
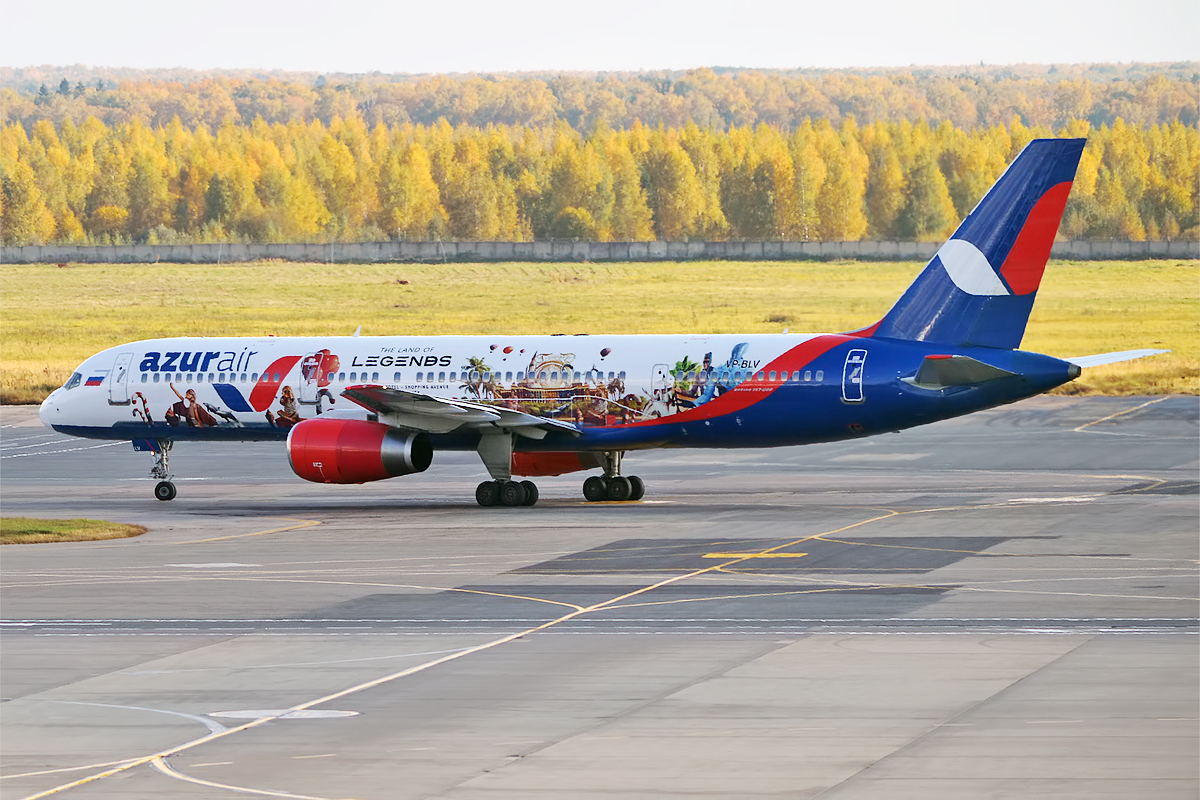
Livrée "The Land of Legends" sur un Boeing 757
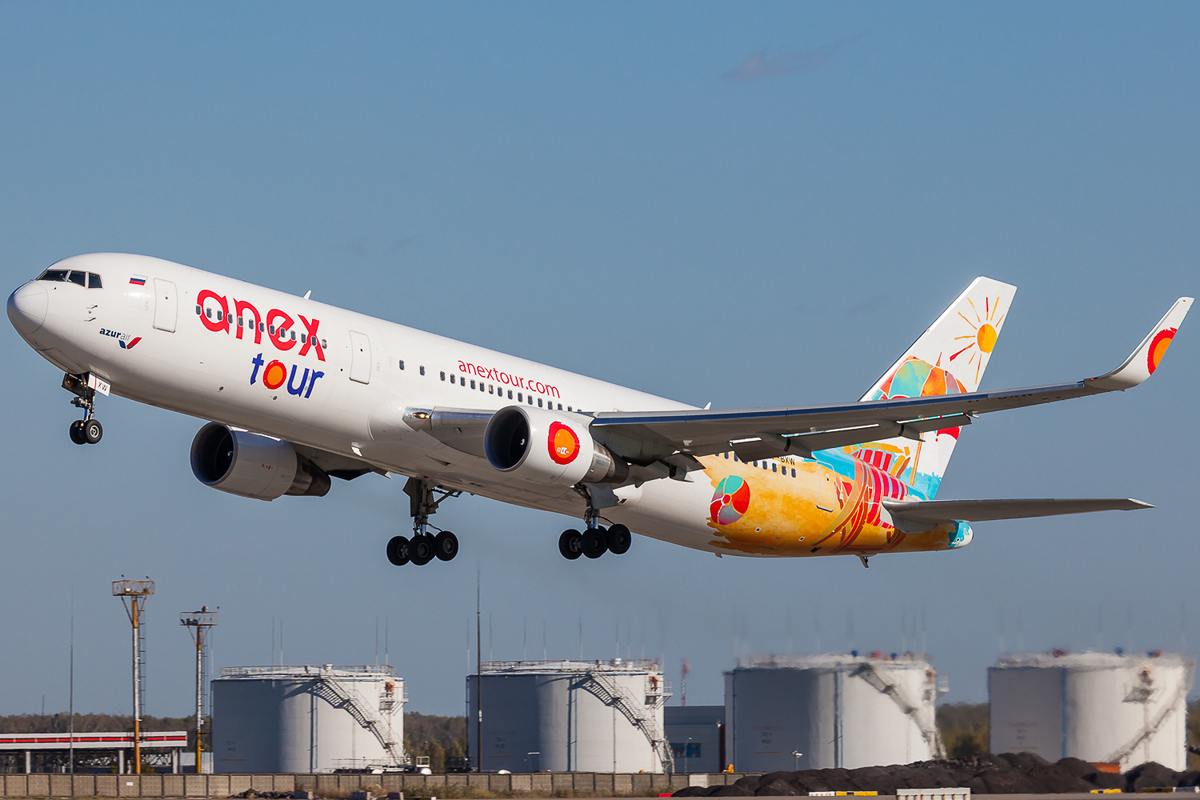
Livrée "Anex Tour"

## Galerie photos

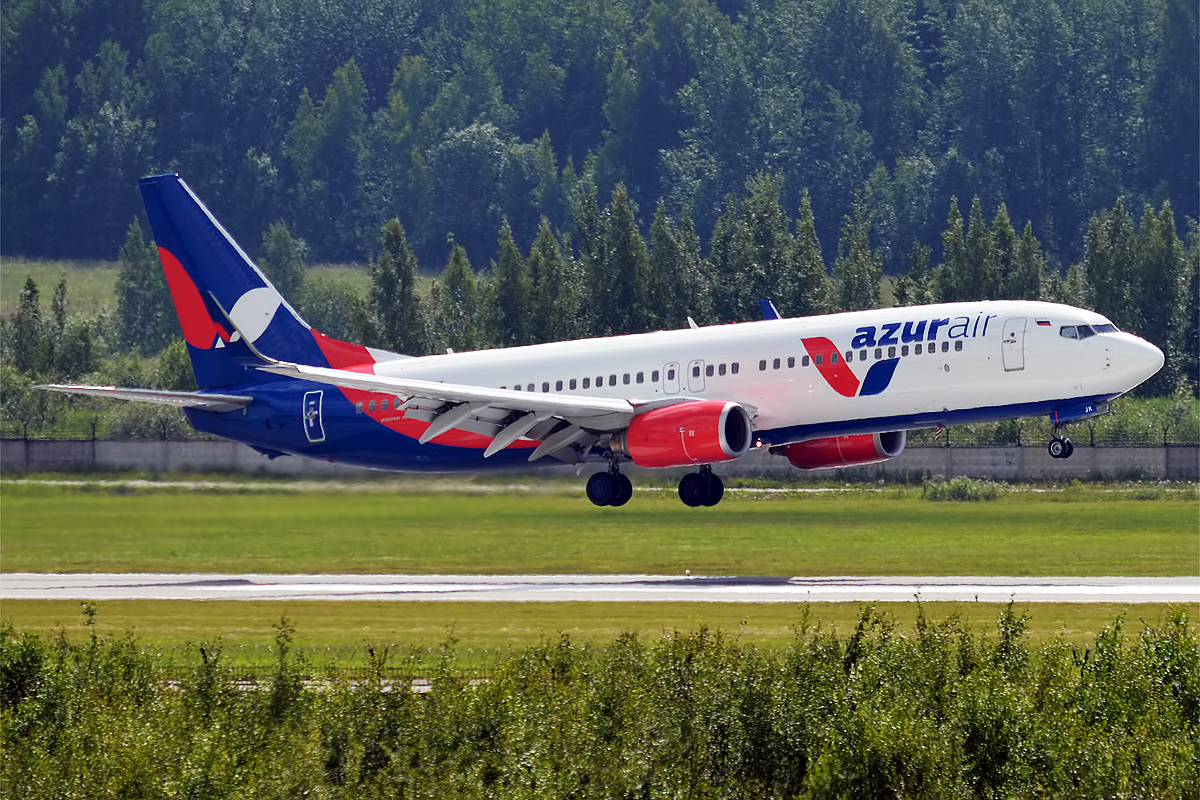
Azur Air, VQ-BJK, Boeing 737-8K5
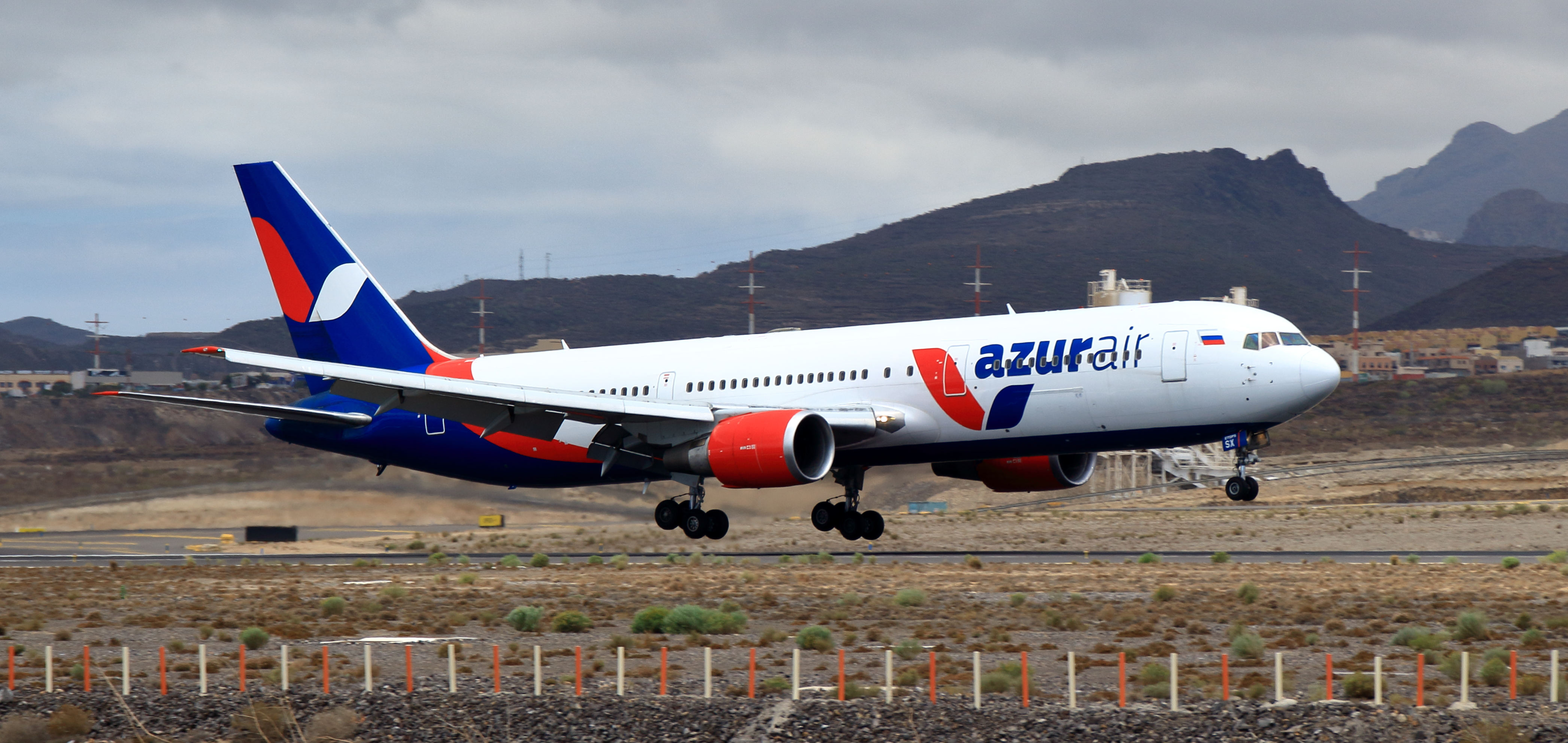
VQ-BSX - Azur Air - Boeing 767-300
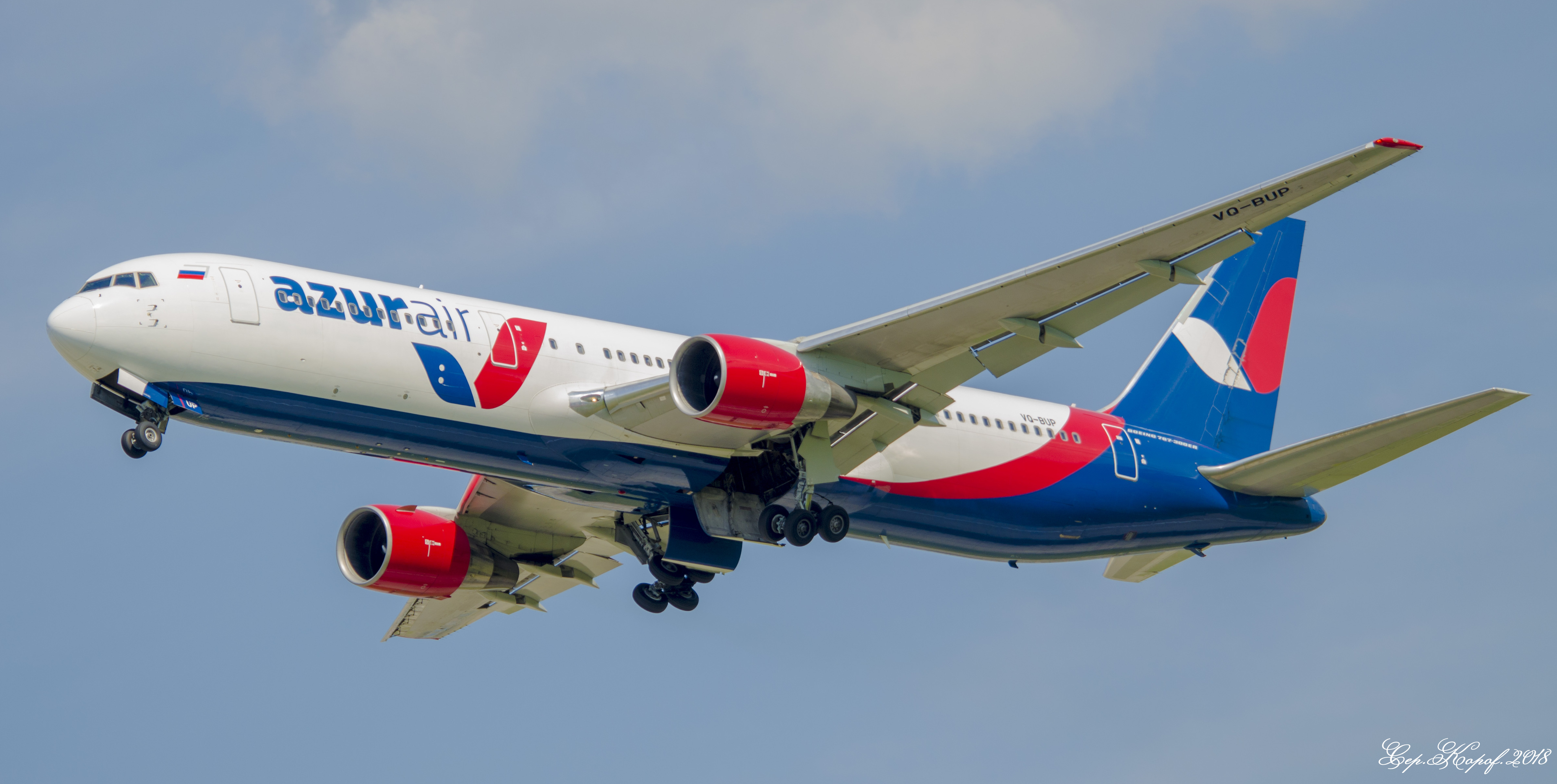
Boeing 767 atterrissant à l'aéroport de Moscou Domodedovo

## Accidents et incidents
- Le 3 août 2010, un Antonov An-24 de Katekavia s'est écrasé en approche de l'aéroport d'Igarka, tuant douze personnes. Le crash a été causé par une erreur de pilotage. À la suite de ce crash, le gouvernement russe a commencé à enquêter sur la manière dont Katekavia opérait ses vols[2].

- En janvier 2023, un Boeing 757 immatriculé RA-73071 et portant le numéro de vol AZV2463, en provenance de Perm, Russie et à destination de Goa, Inde, a reçu une alerte à la bombe par courrier électronique et a été dérouté vers l'aéroport de Termez en Ouzbékistan pour inspection, alors qu'il survolait l'espace aérien du Pakistan. La menace s'est finalement avérée fausse et le vol, qui transportait 238 passagers dont deux enfants en bas âge et sept membres d'équipage, a pu poursuivre sa route vers sa destination. Cet incident fait suite à une alerte à la bombe contre un vol de Moscou à Goa qui a entraîné un atterrissage d'urgence à l'aéroport de Jamnagar, dans le Gujarat[3],[4],[5].